# L'habit fait le moine
Pour les articles homonymes, voir L'habit fait le moine (homonymie).
L'habit fait le moine — The Curse of the Bronze Lamp, dans l'édition originale américaine, ou Lord of the Sorcerers, dans l'édition britannique parue l'année suivante — est un roman policier américain de John Dickson Carr publié en 1945, sous le pseudonyme de Carter Dickson. C'est le 16e roman de la série mettant en scène le personnage de Sir Henry Merrivale.

## Résumé
Après avoir découvert dans la Vallée des rois, le tombeau de la momie d'Herihor, grand-prêtre d'Ammon et roi de la XXe dynastie, les membres de l'expédition sont victimes de ce que plusieurs considèrent comme une malédiction. Au Caire, le professeur Gilray meurt, empoisonné par une piqûre de scorpion, Lord Severn tombe gravement malade et, sur le quai de la gare, Lady Loring essuie la lourde menace du devin égyptien Alim Bey.
Dans le train qui la ramène en Angleterre, elle rencontre par hasard Sir Henry Merrivale qui dissipe ses craintes. Mais de retour chez elle, une fois dans le hall de son manoir, elle se volatilise quasiment sous les yeux de ses amis.  Ne restent plus sur les dalles de la vaste pièce que l'imperméable de la jeune femme et la lampe maléfique du tombeau de la momie.
La police enquête, mais Helen Loring demeure introuvable, bien que, fait très étrange, elle ait été vue une heure après sa disparition dans une boutique d'antiquités de Gloucester en possession d'un tableau qui a été effectivement décroché de la galerie du manoir.
Peu après, c'est le comte de Severn, un autre membre de l'expédition du tombeau de la momie, qui connaît un sort similaire.  Henry Merrivale doit mettre toute la puissance de sa déduction au service d'une solution à cette énigme où la superstition n'est évidemment qu'un leurre...

## Particularités du roman
Ce roman, bref et concis, est en fait la version allongée et romancée d'une pièce radiophonique homonyme (The Curse of the Bronze Lamp), écrite par John Dickson Carr en 1944.  Cette pièce radiophonique a été traduite en français par Roland Lacourbe sous le titre La Malédiction de la lampe de bronze dans l'anthologie Vingt défis à l'impossible, Nantes, L'Atalante, 2002, p. 243-260.
Le roman est précédé d'une longue dédicace à Ellery Queen dans laquelle John Dickson Carr précise avoir voulu créer dans L'habit fait le moine une intrigue policière hautement rationnelle afin de pourfendre le thème rabâché de la malédiction attachée à la profanation des tombeaux de momies égyptiennes.

## Éditions
Éditions originales en anglais
- (en) Carter Dickson, The Curse of the Bronze Lamp, New York, Morrow, 1945 — édition originale américaine.
- (en) Carter Dickson, Lord of the Sorcerers, Londres, Heinemann, 1946 — édition originale britannique.

Éditions françaises
- (fr) Carter Dickson (auteur) et Gabrielle Ferraris (traducteur), L'habit fait le moine [« The Curse of the Bronze Lamp »], Genève, Ditis, coll. « Détective-club - Suisse no 23 », 1947
- (fr) Carter Dickson (auteur) et Gabrielle Ferraris (traducteur), L'habit fait le moine [« The Curse of the Bronze Lamp »], Paris, Ditis, coll. « Détective-club - France no 14 », 1949, 221 p. (BNF 31909870)
- (fr) John Dickson Carr (auteur) et Gabrielle Ferraris (traducteur), L'habit fait le moine [« The Curse of the Bronze Lamp »], Paris, Nouvelles Éditions Oswald, coll. « Le Miroir obscur no 73 », 1983, 208 p. (ISBN 2-7304-0229-X (édité erroné), BNF 34762241)
- (fr) John Dickson Carr (auteur) et Gabrielle Ferraris (traducteur), L'habit fait le moine [« The Curse of the Bronze Lamp »], Paris, Librairie des Champs-Élysées, coll. « Le Masque no 2018 », 1990, 216 p. (ISBN 2-7024-2080-X, BNF 35099264)

## Sources
- Jacques Baudou et Jean-Jacques Schleret, Les Métamorphoses de la chouette, Paris, Futuropolis, 1986, p. 58-59.
- Roland Lacourbe, John Dickson Carr : scribe du miracle. Inventaire d'une œuvre, Amiens, Encrage, 1997, p. 85-86.